# بنك بوبيان
 بنك بوبيان هو مصرف كويتي يتعامل وفق أحكام ومعاملات الشريعة الإسلامية، يعد أحدث مصرف في الكويت وقد تأسس في عام 2004، وفقاً للمرسوم الأميري رقم 80، برأس مال يبلغ 100 مليون ديناراً كويتياً. يتركز نشاط المصرف في قبول الودائع وإنشاء الصنايق الاستثمارية والمتاجرة في العقارات، كما يتعامل مع المعاملات المالية الإسلامية بجميع صورها وأشكالها ومن أهمها: المضاربة والوكالة في الاستثمار، والمرابحة، والإجارة المنتهية مع المواعدة بالتمليك.

## التاريخ
تأسّس بنك بوبيان الإسلامي في عام 2004 بموجب المرسوم الأميري رقم 88 كمؤسسة تمويل تعمل وفق أحكام الشريعة الإسلامية.

## الإنجازات
من جوائز بنك بوبيان الإسلامي:
- أفضل بنك إسلامي في العالم للخدمات المصرفية الرقمية لعام 2023.

- أفضل بنك إسلامي في العالم للخدمات المصرفية الشخصية لعام 2023.
- أفضل بنك إسلامي في العالم في مجال المسؤولية الاجتماعية لعام 2023.
- أفضل بنك إسلامي في الكويت لعام 2023.
- أفضل بنك إسلامي كويتي من حيث الأمان لعام 2023.
- وحصل بنك بوبيان الإسلامي على شهادة الآيزو العالمية للجودة.

## مجموعة بوبيان
من المجموعات التابعة لبنك بوبيان:

### بنك بوبيان
بنك بوبيان هو بنك إسلامي رائد مقره الكويت، يشتهر بتميزه وتفانيه في خدمة العملاء وريادته في الابتكار بين البنوك، ويوفر بوبيان الخدمات المصرفية للأفراد والشركات وخدمات إدارة الثروات وفقًا لأحكام الشريعة الإسلامية السمحاء. وتتكون المجموعة المصرفية لبنك بوبيان من أربع شركات تابعة تقدم أنشطة مصرفية واستثمارية وإدارة الأصول والتأمين التكافلي وإدارة الممتلكات.

### بنك لندن والشرق الأوسط
بنك لندن والشرق الأوسط (BLME) هو بنك متوافق مع الشريعة الإسلامية وحائز على عدة جوائز في المجال المصرفي، ويقدم حلول إدارة الثروات المركزة على العقارات، وتمويل العقارات التجارية، ومنتجات الإدخار. يقع مقر البنك الرئيسي في لندن، وله مكاتب في المملكة المتحدة، والإمارات العربية المتحدة، وأصبح بنك لندن والشرق الأوسط شركة تابعة لبنك بوبيان بعد استحواذ ناجح عام 2020، مما عزز ملكية بوبيان طويلة الأمد فيه منذ تأسيسه عام 2007.

### بوبيان كابيتال
بوبيان كابيتال هي شركة استثمارية متوافقة مع أحكام الشريعة الإسلامية مقرها الكويت، وتوفر الشركة إدارة الأصول والاستثمارات البديلة وخدمات الوساطة للمؤسسات والأفراد ذوي الملاءة المالية العالية بالإضافة إلى إدارة الاستثمارات الخاصة بمجموعة بنك بوبيان.

### بوبيان تكافل
بوبيان تكافل هي شركة تأمين متوافقة مع أحكام الشريعة الإسلامية مقرها الكويت، وتقدم مجموعة واسعة من منتجات التأمين لجميع فئات الأعمال؛ السيارات، والحرائق، والحوادث العامة، والتأمين البحري والجوي والصحي، والتكافل العائلي، وذلك على أسس التأمين التكافلي المتوافق مع مبادئ الشريعة الإسلامية وتحت إشراف هيئة الرقابة الشرعية.

### بوبيان الوطنية
بوبيان الوطنية هي شركة خدمات عقارية مقرها الكويت، تقدم خدمات تطوير الأراضي والعقارات، والتأجير والاستئجار، وصيانة الممتلكات، وخدمات المقاولات العامة بالإضافة إلى إدارة المصالح العقارية لمجموعة بوبيان، وتعمل وفقًا لأحكام الشريعة الإسلامية في جميع التعاملات.

## الشركات التابعة
تنتسب العديد من الشركات لمجموعة بوبيان، ففي نهاية عام 2013 أصبح بنك بوبيان يمتلك أسهماً في:
- بوبيان تكافل - الكويت (بملكية 67.63٪)
- بوبيان كابيتال - الكويت (بملكية 99.55 ٪)
- مجموعة المشروعات السعودية القابضة - الكويت (بملكية 25٪)
- بنك لندن والشرق الأوسط - المملكة المتحدة (مع ملكية 25.62 ٪)
- بنك Syariah Muamalat اندونيسيا - اندونيسيا (مع ملكية 22 ٪)
- شركة إجارة إندونيسيا للتمويل - إندونيسيا (مع ملكية 33.33٪)
- بنك رأس المال المتحد - السودان (بحصة 21.67٪)

## مجلس الإدارة
| الإسم                      | المنصب                                           | تاريخ الإنضمام |
| -------------------------- | ------------------------------------------------ | -------------- |
| عبد العزيز عبد الله الشايع | رئيس مجلس الإدارة                                | 2009           |
| عادل عبد الوهاب الماجد     | نائب رئيس مجلس الإدارة والرئيس التنفيذي للمجموعة | 2010           |
| عدنان عبدالله العثمان      | عضو مجلس الإدارة (غير تنفيذي)                    | 2016           |
| فهد أحمد الفوزان           | عضو مجلس الإدارة (غير تنفيذي)                    | 2020           |
| حازم علي المطيري           | عضو مجلس الإدارة (غير تنفيذي)                    | 2010           |
| محمد يوسف الصقر            | عضو مجلس الإدارة (غير تنفيذي)                    | 2019           |
| وليد مشاري الحمد           | عضو مجلس الإدارة (غير تنفيذي)                    | 2010           |
| وليد إبراهيم العصفور       | عضو مجلس الإدارة (غير تنفيذي)                    | 2019           |
| وليد عبدالله الحوطي        | عضو مجلس الإدارة (غير تنفيذي)                    | 2019           |
| سيد عمران أزهر علي         | عضو مجلس الإدارة (مستقل)                         | 2021           |
| وليد حمود العياضي          | عضو مجلس الإدارة (مستقل)                         | 2021           |

## الإدارة التنفيذية
| الإسم                       | المنصب                                                                                     | تاريخ الإنضمام |
| --------------------------- | ------------------------------------------------------------------------------------------ | -------------- |
| عادل عبد الوهاب الماجد      | نائب رئيس مجلس الإدارة والرئيس التنفيذي للمجموعة                                           | 2009           |
| عبد الله عبدالكريم التويجري | الرئيس التنفيذي – الخدمات المصرفية الخاصة و الشخصية و الرقمية                              | 2011           |
| عبد السلام محمد الصالح      | الرئيس التنفيذي – الخدمات المصرفية للشركات و الادارة المالية و الخزانة و الادارة القانونية | 2012           |
| وليد خالد الياقوت           | مدير عام مجموعة الشئون الإدارية                                                            | 2010           |
| عادل عبد الله الحماد        | مدير عام مجموعة الموارد البشرية                                                            | 2006           |
| عبدالله أحمد المحري         | الرئيس التنفيذي للعمليات                                                                   | 2019           |
| أشرف عبد الله سويلم         | مدير عام مجموعة الخدمات المصرفية للشركات                                                   | 2013           |
| عبد الرحمن حمزه منصور       | رئيس التدقيق الداخلي - مجموعة التدقيق الداخلي                                              | 2006           |
| محمد إبراهيم إسماعيل        | مدير عام مجموعة الرقابة المالية                                                            | 2005           |
| ماجد جورج فانوس             | رئيس مجموعة إدارة المخاطر                                                                  | 2018           |
| عادل راشد المطيري           | رئيس مجموعة الخزانة                                                                        | 2015           |

## هيئة الرقابة الشرعية
| الإسم                                  | المنصب           |
| -------------------------------------- | ---------------- |
| الشيخ الدكتور/ عبد العزيز خليفة القصار | رئيس الهيئة      |
| الشيخ الدكتور/ عصام خلف العنزي         | عضو ومقرر الهيئة |
| الشيخ الدكتور/ محمد عود الفزيع         | عضو              |
| الشيخ الدكتور/ علي إبراهيم الراشد      | عضو              |

## وصلات خارجية
- موقع بنك بوبيان الإلكتروني